# Rosaliaradweg
Der Rosaliaradweg „B32“ ist ein 36 Kilometer langer Radwanderweg in Niederösterreich und dem Burgenland. Er verbindet Wiener Neustadt mit dem burgenländischen Koglradweg in Walbersdorf. Dabei verläuft er über die Gemeinden Neudörfl, Bad Sauerbrunn, Wiesen und Mattersburg.
Der Radfahrer hat die Möglichkeit, in Wiener Neustadt auf den Thermenradweg und in Mattersburg auf den Hexenhügelradweg zu wechseln.

## Sehenswertes entlang der Strecke
- Badesee Neudörfl
- Römersee in Pöttsching
- Burg Forchtenstein (etwas abseits der Strecke; steiler Anstieg)
- Rosalienkapelle bei Forchtenstein (etwas abseits der Strecke; steiler Anstieg)